# Rebus (serie televisiva)
Rebus è una serie televisiva britannica. Tratta dall'omonima serie di romanzi di Ian Rankin, venne prodotta dalla 
STV Productions e fu messa in onda dalla rete televisiva ITV tra il 2000 e il 2005.

## Trama
Il protagonista è l'ispettore di polizia John Rebus, interpretato da John Hannah (st.1) e successivamente da Ken Stott (st.2-4). Il telefilm ha portato in scena 10 casi che hanno come soggetto la città di Edimburgo e i suoi abitanti.

## Cast
- John Hannah come DI John Rebus (Serie 1)
- Ken Stott come DI John Rebus (Serie 2—4)
- Gayanne Potter come DS Siobhan Clarke (Serie 1)
- Claire Price come DS Siobhan Clarke (Serie 2—4)
- Sara Stewart come DCI Gill Templer (Serie 1)
- Jennifer Black come DCI Gill Templer (Serie 2—4)
- Ron Donachie come DC Jack Gunner (Serie 3—4)
- Ewan Stewart come DI Jack Morton (Serie 1—4)
- Jenny Ryan come WPC Mary Logan (Serie 1)